# Brickendon
Brickendon är en by i civil parish Brickendon Liberty, i distriktet East Hertfordshire, i grevskapet Hertfordshire i England. Byn är belägen 5 km från Hertford. Brickendon var en civil parish 1866–1894 när det uppgick i Brickendon Urban och Brickendon Rural. Civil parish hade 1 007 invånare år 1891. Byn nämndes i Domedagsboken (Domesday Book) år 1086, och kallades då Berchedene.